# You Need to Calm Down
Singles de Taylor Swift
ME!
(2019) Lover
(2019)
You Need to Calm Down est une chanson de l'artiste américaine Taylor Swift issue de son septième album studio Lover. La chanson sort en tant que second single de l'album le 14 juin 2019 chez Republic Records. La chanson aborde le thème de l'homophobie,. Le titre s'est écoulé à plus d'un million d'exemplaire rien qu'aux États-Unis et enregistre près de 150 millions de streams sur Spotify. Dans les classements, le score est plutôt mitigé.

## Clip musical
Le clip musical est diffusé pour la première fois sur Good Morning America avant sa mise en ligne sur internet le 17 juin 2019. Elle publie également la musique avec les paroles le 14 juin 2019.
Plusieurs personnalisées apparaissent aux côtés de la chanteuse, : Hannah Hart, Laverne Cox, Ellen DeGeneres, RuPaul, Ryan Reynolds, Chester Lockhart, Todrick Hall, Hayley Kiyoko, Jesse Tyler Ferguson, Justin Mikita, Ciara mais aussi le cast de Queer Eye ainsi que RuPaul et des candidates de RuPaul's Drag Race comme Trinity Taylor ou Adore Delano. Sur YouTube la vidéo cumule près de 120 millions de vues en 1 mois. On aperçoit à la fin de la vidéo la réconciliation entre Taylor Swift et la chanteuse Katy Perry qui apparaît également dans le clip,.

## Crédits
- Producteur, compositeur, parolier : Joel Little, Taylor Swift[10]
- Clavier : Joel Little
- Ingénieur du son : John Hanes

## Classements
| Chart (2019)                             | Meilleure position |
| ---------------------------------------- | ------------------ |
| Allemagne (Official German Charts)       | 36                 |
| Argentine (Argentina Hot 100)            | 71                 |
| Australie (ARIA)                         | 3                  |
| Autriche (Ö3 Austria Top 40)             | 21                 |
| Canada (Canadian Hot 100)                | 4                  |
| Écosse (Official Charts Company)         | 1                  |
| Espagne (PROMUSICAE)                     | 63                 |
| France (SNEP)                            | 154                |
| France (SNEP Ventes)                     | 16                 |
| Grèce (IFPI)                             | 6                  |
| Hongrie (Single Top 40)                  | 3                  |
| Irlande (IRMA)                           | 5                  |
| Italie (FIMI)                            | 69                 |
| Japon (Japan Hot 100)                    | 23                 |
| Norvège (VG-lista)                       | 22                 |
| Nouvelle-Zélande (Recorded Music NZ)     | 5                  |
| Pays-Bas (Dutch Top 40)                  | 26                 |
| Suède (Sverigetopplistan)                | 35                 |
| Suisse (Schweizer Hitparade)             | 22                 |
| Royaume-Uni (Official Charts Company)    | 5                  |
| Etats-Unis (Billboard Hot 100)           | 2                  |
| Etats-Unis (Mainstream Top 40 Billboard) | 9                  |
| Etats-Unis (Digital Songs Billboard)     | 1                  |

## Certifications
| Pays                    | Certification | Ventes certifiées |
| ----------------------- | ------------- | ----------------- |
| Australie (ARIA)        | Platine       | 70 000            |
| Royaume-Uni (BPI)       | Or            | 200 000           |
| Nouvelle-Zélande (RMNZ) | Argent        | 15 000            |

## Réalisation
| Pays          | Date         | Format                 | Version            | Label                    |
| ------------- | ------------ | ---------------------- | ------------------ | ------------------------ |
| Dans le monde | 14 juin 2019 | Digital et streaming   | Originale          | Taylor Swift Productions |
| Royaume-Uni   | 14 juin 2019 | Contemporary hit radio | Originale          | Virgin EMI Records       |
| États-Unis    | 18 juin 2019 | Top 40 radio           | Originale          | Republic Records         |
| Dans le monde | 20 août 2019 | Digital et streaming   | Remix Clean Bandit | Taylor Swift Productions |